# Trebušni tifus
Trebušni tifus ali tifoidna vročica je vročinska bolezen, ki jo povzročajo bakterije Salmonella Typhi iz rodu salmonel in se kaže z naraščajočo vročino, glavobolom, utrujenostjo, sprva z zaprtjem, nato z drisko, meteorizmom (napihnjenost zaradi plina v trebuhu), povečano vranico, redko z rozeolami (rožnatimi pegami na koži), s psihično prizadetostjo ter levkopenijo z nevtropenijo in eozinopenijo v začetku bolezni. Simptomi so lahko blagi ali do zelo hudi in se običajno pojavijo šest do trinajst tednov po izpostavljenosti povzročitelju. Če bolnik ne prejme ustreznega zdravljenja, lahko simptomi trajajo več tednov ali mesecev. Nekateri ljudje so le prenašalci – simptomov ne razvijejo, lahko pa okužbo prenesejo na druge osebe.
Povzročitelj Salmonella Typhi, imenovan tudi Salmonella enterica subsp. enterica serotip Typhi, uspeva v črevesju in krvi. Prenaša se z uživanjem oporečne hrane ali vode, ki je onesnažena z iztrebki okužene osebe. Med dejavniki tveganja so pomembne slabe higienske razmere. Tveganju za okužbo so izpostavljeni tudi ljudje, ki potujejo v države v razvoju. Povzročitelj lahko okuži le človeka. Diagnoza se lahko potrdi bodisi z osamitvijo bakterije ali detekcijo bakterijske DNK v bolnikovem blatu, krvi ali kostnem mozgu. Osamitev bakterije s kultiviranjem na gojišču je lahko težavna. Najzanesljivejšo potrditev diagnoze daje testiranje kostnega mozga. Simptomi so podobni kot pri številnih drugih kužnih boleznih.
Obstaja cepivo proti trebušnemu tifusu, ki nudi 30- do 70-odstotno zaščito v prvih dveh letih po cepljenju, učinek cepiva pa traja do sedem let. Cepljenje se priporoča ljudem z visokim tveganjem ter popotnikom v države, kjer je bolezen razširjena. Med ukrepe za preprečevanje okužbe spadajo tudi dostop do čiste pitne vode, dobre higienske razmere v okolju in higiena rok. Dokler ni dokazano, da bolnik ni več okužen, ta ne sme pripravljati hrane za druge osebe. Za zdravljenje se uporabljajo antibiotiki, kot so azitromicin, fluorokinoloni in cefalosporini tretje generacije. Pojavlja se odpornost povzročitelja proti antibiotikom, kar otežuje zdravljenje.
Leta 2013 so v svetu poročali o 11 milijonih primerov okužbe s trebušnim tifusom. Bolezen je najbolj razširjena v Indiji. Najpogosteje prizadene otroke. Pojavnost okužb se je v razvitem svetu zmanjšala v 40. letih dvajsetega stoletja zaradi izboljšanja higienskih razmer ter uporabe antibiotikov za zdravljenje okužbe. V ZDA letno poročajo o okoli 400 primerih, ocenjujejo pa, da se letno okoli 6.000 ljudi.
Trebušni tifus je leta 2013 povzročil v svetu okoli 161.000 smrti, leta 1990 pa na primer še okoli 181.000 smrti. Če bolnik ne prejme zdravljenja, je tveganje za smrt do 25-odstotno, ob zdravljenju pa 1- do 4-odstotno.

## Znaki in simptomi
Pri večini bolnikov s trebušnim tifusom v razvitih državah se bolezen kaže s klasičnim triasom simptomov: visoko in vztrajajočo vročino (začne se postopoma, ima majhna dnevna nihanja, srčna frekvenca pa je manjša, kot bi pričakovali pri vročini), glavoboli (je vodilni znak trebušnega tifusa) in trebušnimi znaki (bolečine, siljenje na bruhanje, bruhanje, zaprtje ali driska). Približno deseti dan bolezni se lahko na koži pojavijo drobne rožnate spremembe, imenovane rozeole, ki na pritisk pobledijo. V endemičnih področjih imajo okuženi domačini poleg omenjenih simptomov in znakov še nekatere manj pogoste težave. Tretji teden se pri nezdravljenih bolnikih lahko pojavijo nevropsihiatrični simptomi (najprej depresija in apatija, ki se stopnjuje v razdraženost, zmedenost in delirij in lahko vodi celo v komo). Koma je slab napovedni znak.

## Vzrok

### Povzročitelj
Trebušni tifus povzroča bakterija Salmonella Typhi, ki spada v skupino tifusnih salmonel. Edini rezervoar bakterije je človek. Glede na tipizacijo na osnovi multilokusnih zaporedij sta danes v svetu razširjena dva poglavitna tipa bakterije Salmonella Typhi, in sicer ST1 in ST2.

### Prenašanje
Povzročitelj trebušnega tifusa  širi ob slabih higienskih navadah ter sanitacijskih razmerah v okolju. Bolezen lahko prenesejo tudi žuželke, ki se prehranjujejo z iztrebki. Pri obvladovanju širjenja bolezni je pomembno osveščanje ljudi o higieni rok in ustreznim higienskom ukrepom pri pripravi hrane. Širjenje okužbe v razvitem svetu je zmanjšalo tudi kloriranje pitne vode.

## Diagnoza
Za potrditev diagnoze je potrebna osamitev povzročitelja iz vzorca krvi, kostnega mozga ali blata in dokaz povzročiteljevih antigenov z Widalovim testom.

## Zdravljenje
Ob ustreznem zdravljenju trebušni tifus v večini primerov ni smrtna bolezen. Za zdravljenje se uporabljajo antibiotiki. V okoljih, kjer odpornost povzročitelja ni razširjena, so zdravila izbora fluorokinoloni, kot je ciprofloksacin, v primeru odpornosti proti ciprofloksacinom pa cefalosporini tretje generacije, na primer ceftriakson ali cefotaksim.